# اوتار (قزاقستان)
اوتار (به قزاقی: Отар، وتار) یک منطقهٔ مسکونی در قزاقستان است که در شهرستان قوردای واقع شده‌است. اوتار ۴٬۵۴۰ نفر جمعیت دارد.